# Aneka
Aneka, de son vrai nom Mary Sandeman, est une chanteuse britannique, née le 20 novembre 1947 en Écosse. Elle est principalement connue pour son tube Japanese Boy, sorti en 1981.

## Biographie
Originaire du Perthshire, chanteuse traditionnelle gaélique et celtique, Mary Sandeman a déjà une carrière dans le Scottish Fiddle Orchestra en tant que mezzo-soprano dès les années 1980. Elle parle couramment le gaélique écossais.
En 1981, l'auteur-compositeur Bob Heatlie et le producteur Neil Ross l'approchent pour lui présenter une maquette de chanson pop aux sonorités exotiques. Amusée, Mary Sandeman accepte de l'interpréter bien que ce ne soit pas son registre habituel. Immédiatement, ils lui expliquent alors qu'elle doit absolument changer de nom pour correspondre à la chanson, s'emparent de l'annuaire téléphonique d'Édimbourg, et y trouvent le nom d'Aneka,.
Elle enregistre un album éponyme produit par Neil Ross d’où sont tirés 4 singles Japanese Boy, Little Lady, Ohh Shoby doo doo lang et I was free. Bobby Heatlie écrit les chansons de cet album. L’album est un succès en Angleterre, en Belgique, en Suède, en Suisse ainsi qu’en Allemagne au Canada et en France. Si les 45 tours Japanese boy et Little Lady sont des succès, l’album ainsi que les 45 tours suivants restent discrets sur le territoire français. Les deux premiers 45 tours édités en 1981 Japanese boy et Little Lady se retrouvent sur l’album. Pour ces deux premiers singles, deux Maxi-45 tours ont été pressés. Leurs faces B, Ae fond kiss et Chasing dreams ne seront pas repris sur l'album.
Un nouveau single sort en février 1982, Ohh Shooby doo doo lang, troisième extrait de l’album.
La même année est édité également Alister Mc Coll, un titre inédit de l’album que l’on retrouve sur le CD bootleg. La face B est un extrait de l’album I was free.
Ultérieurement, le 45 tours est réédité, cette fois avec I was free en face A, et Alister Mc Coll en face B. Toujours aucune information sur un éventuel Maxi-45 tours.
En 1983, deux 45 tours paraissent. Heart to beat et Rose, Rose I love you. Deux titres inédits de l’album, tout comme leurs faces B respectives Starshine et My Johnny (Kneels and kisses me).
En 2002, son tube Japanese Boy connait un certain revival en étant incorporé dans la bande son du jeu vidéo à succès Grand Theft Auto: Vice City. En 2005, l'émission britannique Bring Back… One Hit Wonders de Justin Lee Collins lui propose de participer mais Aneka refuse.
Elle vit toujours en Écosse, à Ardeonaig dans le Perthshire, où elle est toujours chanteuse de folk. Elle n'est jamais allée au Japon.[réf. nécessaire]

## Discographie

### Album
- 1981 : Aneka

### Singles
- 1981 : Japanese Boy
- 1981 : Little Lady
- 1982 : Ooh Shooby Doo Doo Lang
- 1982 : I Was Free
- 1983 : Heart to Beat
- 1984 : Rose, Rose, I Love You